# Hystriomyia paradoxa
Hystriomyia paradoxa är en tvåvingeart som först beskrevs av Zimin 1935.  Hystriomyia paradoxa ingår i släktet Hystriomyia och familjen parasitflugor. Inga underarter finns listade i Catalogue of Life.